# Sixto Sánchez
Sixto Sánchez (né le 29 juillet 1998 à San Cristobal en République dominicaine) est un lanceur droitier des Marlins de Miami de la Ligue majeure de baseball.

## Carrière
Sixto Sánchez signe son premier contrat professionnel en février 2015 avec les Phillies de Philadelphie.
Le 7 février 2019, les Phillies échangent Sánchez, le receveur Jorge Alfaro et un lanceur des ligues mineures, Will Stewart, aux Marlins de Miami en retour du receveur étoile J. T. Realmuto.
Sánchez fait ses débuts dans le baseball majeur avec Miami le 22 août 2020. 
À son premier match en séries éliminatoires, il blanchit les Cubs de Chicago pendant 5 manches le 2 octobre 2020.